# NDP Nieuwsmedia
NDP Nieuwsmedia (voorheen: De Nederlandse Dagbladpers) is de branche- en werkgeversorganisatie van Nederlandse dagbladuitgevers en nieuwsbedrijven. Hierbij zijn alle uitgevers van (betaalde) dagbladen in Nederland aangesloten. (Sinds eind 2007 mogen uitgevers van gratis dagbladen lid worden (zie Sp!ts en De Pers)). NDP Nieuwsmedia besloot in 2011 nieuwsmedia, ongeacht het mediumtype, te vertegenwoordigen. In 2012 traden RTL Nieuws en ANP toe en in 2013 BNR Nieuwsradio, Vrij Nederland, Metro (Nederland) en Young & Connected (Kidsweek en 7Days).
NDP Nieuwsmedia draagt de kracht en maatschappelijke functie van nieuwsmedia uit en maakt zich sterk voor de zakelijke en journalistieke belangen van de aangesloten nieuwsbedrijven. Met bijeenkomsten voor leden draagt NDP Nieuwsmedia bij aan de overdracht en uitwisseling van kennis op het vlak van verdienmodellen en vak- en productontwikkeling

## Geschiedenis
Op 21 december 1908 richtten verschillende krantenuitgevers 'De Nederlandsche Dagbladpers' (NDP) op. De wens van de uitgevers was 'beëindiging van de misbruiken en knoeierijen in het advertentiewezen'. De leden van de NDP waren 'zij die in Nederland of in de Nederlandsche overzeesche bezettingen hetzij als eigenaar, hetzij als directeur of adjunct-directeur of als beheerend vennoot eener vennootschap het bedrijf uitoefenen van de uitgave eener courant, die ten minste zes malen per week verschijnt'. Na de statutenwijziging van 1932 konden ook kranten die minstens driemaal per verschenen zich aansluiten bij de NDP. De NPD heeft met haar regelingen en afspraken veel betekend voor de bedrijfstak. Dit door het oprichten van instellingen voor adverteren, marketing, papierinkoop en nieuwsvoorziening.
De NPD heeft een grote bijdrage geleverd aan de journalistiek door de oprichting van het Algemeen Nederlandsch Persbureau (ANP). Deze oprichting vond plaats op 1 juli 1935.

## Activiteiten
NDP Nieuwsmedia draagt de kracht en maatschappelijke functie van nieuwsmedia uit en maakt zich sterk voor de zakelijke en journalistieke belangen van de aangesloten nieuwsbedrijven. Met bijeenkomsten voor leden draagt NDP Nieuwsmedia bij aan de overdracht en uitwisseling van kennis op het vlak van verdienmodellen en vak- en productontwikkeling. NDP Nieuwsmedia houdt zich onder meer bezig met collectieve belangenbehartiging, journalistieke-, sociale-, juridische en internationale zaken, onderzoek, distributielogistiek en de advertentie- en jongerenmarkt.

## Cebuco
Cebuco, het marketingplatform van NDP Nieuwsmedia, richt zich op de advertentiemarkt. Vanuit de in 2012 nieuw geformuleerde missiestatement: “Elke reclameboodschap verdient de impact van het nieuws” belicht Cebuco de kracht van de verschillende platforms van de nieuwsmerken die aangesloten zijn bij NDP Nieuwsmedia. Onderzoek naar mediumbereik, reclamebereik (Reclame Reactie Onderzoeken) en reclamewerking (effectonderzoeken) tot en met verkooprespons (ROI-studies) is een belangrijk middel dat door Cebuco wordt ingezet. Cebuco heeft een eigen opleiding voor mediaprofessionals (mediaspecialisten bij mediabureaus, reclamebureaus, adverteerders en commerciële medewerkers van nieuwsbedrijven). Verder worden masterclasses, planningstools en promotieactiviteiten ingezet met de bedoeling het commerciële resultaat van de advertentiemogelijkheden bij de nieuwsmerken te optimaliseren.

## Nieuws in de klas
Nieuws in de klas is het educatieplatform van NDP Nieuwsmedia. Nieuws in de klas helpt docenten nieuwsmedia in hun lesprogramma te verwerken. Gebruikmakend van de Nieuwsservice en lesopdrachten werken zij met hun leerlingen aan taalvaardigheid, mediawijsheid en burgerschap.